# Shin-Itabashi (metropolitana di Tokyo)
Shin-Itabashi (新板橋駅?, Shin-Itabashi-eki) è una stazione della metropolitana di Tokyo che si trova a Toshima. La stazione è servita dalla linea Mita della Toei Metro.

## Struttura
La stazione è dotata di una piattaforma centrale a isola con due binari sotterranei.
| 1 | Linea Mita | per Sugamo, Hibiya, Shirokane-Takanawa, Meguro e linea Tōkyū Tōyoko |
| 2 | Linea Mita | per Takashimadaira e Nishi-Takashimadaira                           |

## Stazioni adiacenti
| «            | Servizio   | »                     |
| Linea Mita   | Linea Mita | Linea Mita            |
| ------------ | ---------- | --------------------- |
| Nishi-Sugamo | -          | Itabashi-kuyakushomae |